# Заповнювачі бетону
Запо́внювачі бето́ну — природні або штучні сипкі кам'яні матеріали.

## Призначення
Займаючи в бетоні 80—85 % його об'єму, заповнювачі утворюють жорсткий скелет бетону, зменшуючи усадку і запобігаючи утворенню усадкових тріщин.

## Види
Серед штучних заповнювачів виділяють не тільки керамзит, але і аглопорит, шлакову пемзу, спучений перліт.
Залежно від розміру зерен заповнювач ділять на дрібний (пісок) і великий (щебінь і гравій).
| Однокомпонентні добавки до бетонів і будівельних розчинів | Однокомпонентні добавки до бетонів і будівельних розчинів    | Однокомпонентні добавки до бетонів і будівельних розчинів | Однокомпонентні добавки до бетонів і будівельних розчинів |
| Вид добавок за призначенням                               | Найменування добавки                                         | Умовне скорочене позначення                               | Нормативний документ                                      |
| Пластифікатори:                                           | Пластифікатори:                                              | Пластифікатори:                                           | Пластифікатори:                                           |
| --------------------------------------------------------- | ------------------------------------------------------------ | --------------------------------------------------------- | --------------------------------------------------------- |
| 1.1 Пластифікатори I групи (суперпластифікатори)          | Розріджувач С-3                                              | С-3                                                       | ТУ 6-14-625                                               |
| 1.1 Пластифікатори I групи (суперпластифікатори)          | Суперпластифікатор «Дофен»                                   | ДФ                                                        | ТУ 14-6-55                                                |
| 1.1 Пластифікатори I групи (суперпластифікатори)          | Суперпластифікатор 10-03                                     | 10-03                                                     | ТУ 44-3-874                                               |
| 1.1 Пластифікатори I групи (суперпластифікатори)          | Меламінформальдегідна аніоноактивна смола МФ-АР              | МКФ-АР                                                    | ТУ 6-05-1926                                              |
| 1.1 Пластифікатори I групи (суперпластифікатори)          | Суперпластифікатор НКНС 40-03                                | 40-03                                                     | ТУ 38-4-0258                                              |
| 1.1 Пластифікатори I групи (суперпластифікатори)          | Розріджувач СМФ                                              | СМФ                                                       | ТУ 6-14-929                                               |
| 1.2 Пластифікатори II, III, IV груп                       | Лігносульфонати технічні                                     | ЛСТ                                                       | ТУ 13-0281036-05                                          |
| 1.2 Пластифікатори II, III, IV груп                       | Лігносульфонати технічні модифіковані ЛТМ                    | ЛТМ                                                       | ТУ 480-2-4                                                |
| 1.2 Пластифікатори II, III, IV груп                       | Лігносульфонати технічні модифіковані ЛСТМ-2                 | ЛСТМ-2                                                    | ТУ 13- 0281036-16                                         |
| 1.2 Пластифікатори II, III, IV груп                       | Пластифікатор МТС-1                                          | МТС-1                                                     | ТУ 67-542                                                 |
| 1.2 Пластифікатори II, III, IV груп                       | Лігносульфонати технічні модифіковані ХДСК                   | ХДСК-1 (НЛК-1) ХДСК-2 (НЛК-2)                             | ТУ 65-336                                                 |
| 1.2 Пластифікатори II, III, IV груп                       | Лігносульфонати технічні модифіковані НИЛ-20                 | НИЛ-20                                                    | ТУ 66-14-64                                               |
| 1.2 Пластифікатори II, III, IV груп                       | Хромлігносульфонат кальцію «Окзил»                           | Окзил                                                     | ТУ 65-33-26                                               |
| 1.2 Пластифікатори II, III, IV груп                       | Пластифікатор форміатно-спиртовий                            | ПФС                                                       | ТУ 84-1067                                                |
| 1.2 Пластифікатори II, III, IV груп                       | Мелясова упарена післядріжджова барда                        | УПБ                                                       | ОСТ 18-126                                                |
| 1.2 Пластифікатори II, III, IV груп                       | Плав дикарбонових кислот (плав дикарбонових кислот омилений) | ПДК (ПДКО)*                                               | ТУ 113-03-5761673-70                                      |
| 1.2 Пластифікатори II, III, IV груп                       | Пластифікатор коксохімічного виробництва                     | ПЛКП                                                      | ТУ 14-6-7                                                 |
| 1.2 Пластифікатори II, III, IV груп                       | Релаксол                                                     | Р                                                         | ТУ У В.2.7-19266746.001                                   |
| 1.2 Пластифікатори II, III, IV груп                       | Водорозчинний препарат                                       | ВРП-1                                                     | ТУ 59-109                                                 |
| 1.2 Пластифікатори II, III, IV груп                       | Водорозчинний препарат ВРП-Э50                               | ВРП-Э50                                                   | ТУ 59-109                                                 |
| 1.2 Пластифікатори II, III, IV груп                       | Пластифікатор «Моноліт-1»                                    | М-1                                                       | ТУ 69 БРСР 350                                            |